# Gakko III
Série
Gakko II
(1996) 15-Sai: Gakko IV
(2000)
Pour plus de détails, voir Fiche technique et Distribution.
Gakko III (学校ＩＩＩ) est un film japonais réalisé par Yōji Yamada, sorti en 1998.

## Synopsis
Une veuve qui élève seule son fils autiste s'inscrit dans une école technique à la suite de la perte de son emploi.

## Fiche technique
- Titre : Gakko III
- Titre original : 学校ＩＩＩ
- Réalisation : Yōji Yamada
- Scénario : Yoshitaka Asama et Yōji Yamada d'après le roman de Hisako Tsurushima
- Photographie : Mutsuo Naganuma
- Montage : Iwao Ishii
- Production : Hiroshi Fukazawa
- Société de production : Human Dream et Shōchiku
- Pays :  Japon
- Genre : Drame
- Durée : 133 minutes
- Dates de sortie : 
  -  Japon : 17 octobre 1998

## Distribution
- Shinobu Ōtake : Sawako
- Yūki Kuroda : Tommy
- Nenji Kobayashi : Takano
- Casey Takamine : Onizuka
- Takashi Sasano
- Minori Terada
- Kimiko Yo
- Hidetaka Yoshioka
- Kunie Tanaka
- Katsuya Kobayashi : Murakami

## Distinctions
Le film a été nommé pour six Japan Academy Prizes et a remporté celui du meilleur nouvel acteur pour Yūki Kuroda.